# Dennik (kadłub)

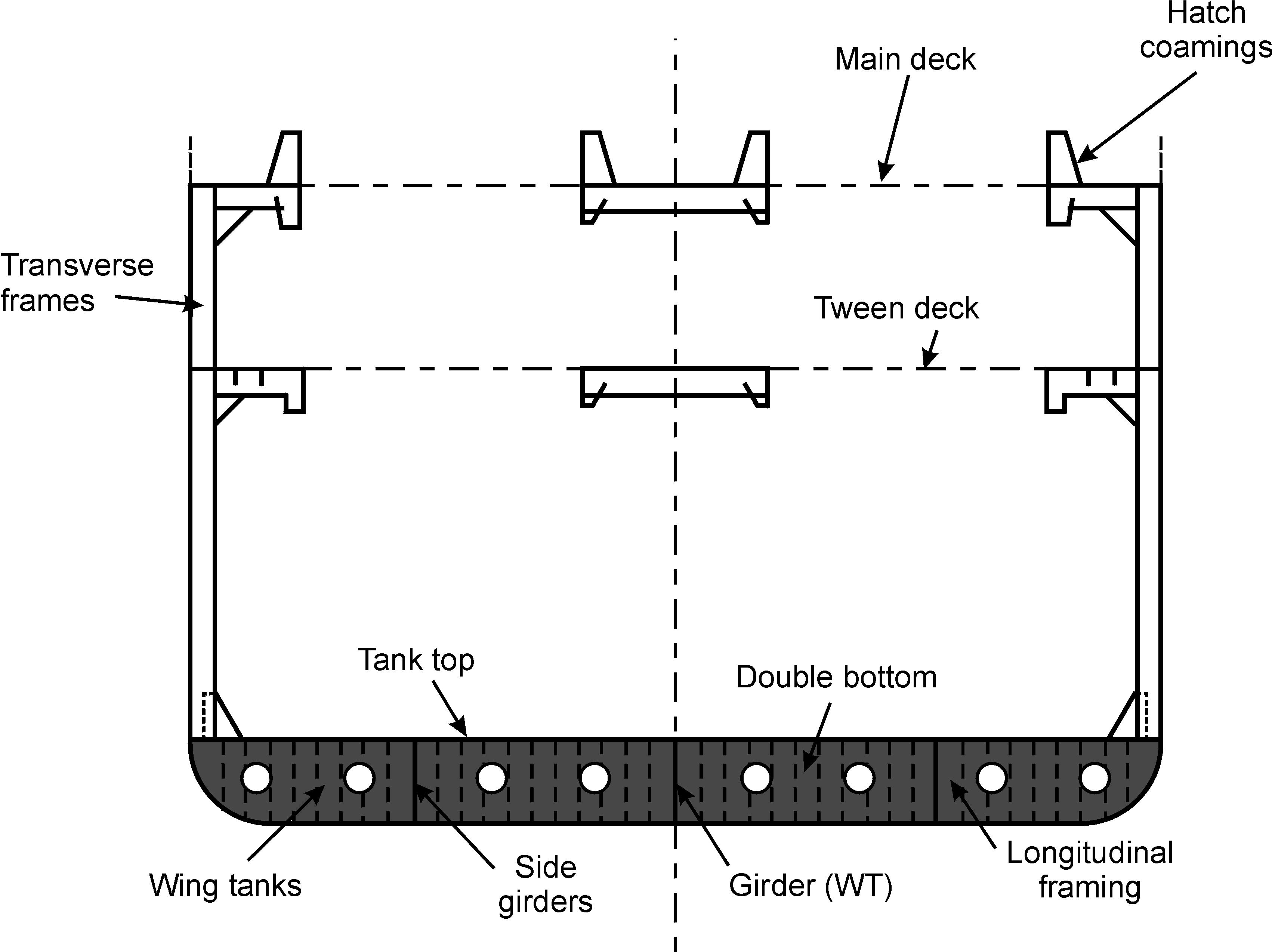
Dennik na przekroju drobnicowca (zaciemniony)

Dennik - element szkieletu statku, poprzeczne wiązanie mocowane od góry do stępki, dające oparcie poszyciu dna kadłuba. Dennik wraz z dwoma wręgami i pokładnikiem tworzy ramę wręgową.
Czasami w poprzek dolnych krawędzi denników przeprowadza się otwory, wycięcia lub szczeliny umożliwiające spływanie wód zęzowych z przestrzeni międzywręgowych do najniższego miejsca jednostki pływającej. Dla udrażniania tych przelotów (zwanych szpigatami) można wtedy zastosować łańcuszek lub pręt przechodzący przez wiele tych otworów.